# Qatar ExxonMobil Open 2018
Qatar ExxonMobil Open 2018 byl tenisový turnaj mužů na profesionálním okruhu ATP World Tour, hraný v areálu Khalifa International Tennis and Squash Complex na otevřených dvorcích s tvrdým povrchem Plexicushion. Konal se na úvod sezóny mezi 2. až 7. lednem 2018 v katarském hlavním městě Dauhá jako dvacátý šestý ročník turnaje.
Událost se řadila do kategorie ATP World Tour 250 a její celkový rozpočet činil 1 386 665 dolarů. Nejvýše nasazeným hráčem ve dvouhře se stala světová pětka Dominic Thiem z Rakouska. Jako poslední přímý účastník do hlavní singlové soutěže nastoupil dominikánský 83. hráč žebříčku Víctor Estrella Burgos, jenž vypadl v úvodním kole s pátým nasazeným Richardem Gasquetem.
Po třech dauhaských finálových porážkách získal první katarský titul ve svém čtvrtém závěrečném zápase 31letý francouzský tenista Gaël Monfils. Druhou společnou trofej z mužské čtyřhry na túře ATP si odvezla rakousko-chorvatská dvojice  Oliver Marach a Mate Pavić.

## Rozdělení bodů a finančních odměn

### Rozdělení bodů
| Soutěž  | vítězové | finalisté | semifinalisté | čtvrtfinalisté | 16 v kole | 32 v kole | Q  | Q3 | Q2 | Q1 |
| ------- | -------- | --------- | ------------- | -------------- | --------- | --------- | -- | -- | -- | -- |
| dvouhra | 250      | 150       | 90            | 45             | 20        | 0         | 12 | 6  | 0  | 0  |
| čtyřhra | 250      | 150       | 90            | 45             | 0         | —         | —  | —  | —  | —  |

### Finanční odměny
| dvouhra                             | $218 180 | $114 900 | $62 240 | $35 460 | $20 895 | $12 380 |
| čtyřhra                             | $69 870  | $36 730  | $19 900 | $11 390 | $6 670  | —       |
| částka ve čtyřhře je uvedena na pár |          |          |         |         |         |         |

## Dvouhra mužů

### Nasazení
| Stát                             | Hráč                 | ATP | Nasazení |
| -------------------------------- | -------------------- | --- | -------- |
| Rakousko                         | Dominic Thiem        | 5.  | 1.       |
| Španělsko                        | Pablo Carreño Busta  | 10. | 2.       |
| Česko                            | Tomáš Berdych        | 19. | 3.       |
| Španělsko                        | Albert Ramos-Viñolas | 23. | 4.       |
| Francie                          | Richard Gasquet      | 31. | 5.       |
| Srbsko                           | Filip Krajinović     | 34. | 6.       |
| Španělsko                        | Fernando Verdasco    | 35. | 7.       |
| Španělsko                        | Feliciano López      | 36. | 8.       |
| Žebříček ATP k 25. prosinci 2017 |                      |     |          |

### Jiné formy účasti
Následující hráčí obdrželi divokou kartu do hlavní soutěže:
- Jabor Al-Mutawa
- Malek Džazírí
- Gaël Monfils

Následující hráč využil k účasti žebříčkovou ochranou:
- Andreas Haider-Maurer

Následující hráč nastoupil jako náhradník:
- Víctor Estrella Burgos

Následující hráči postoupili z kvalifikace::
- Mirza Bašić
- Matteo Berrettini
- Stefano Travaglia
- Stefanos Tsitsipas

### Odhlášení
před zahájením turnaje
- Novak Djoković (poranění lokte) → nahradil jej  Víctor Estrella Burgos
- Jo-Wilfried Tsonga → nahradil jej  Cedrik-Marcel Stebe

## Mužská čtyřhra

### Nasazení
| Stát                                                                                      | Hráč            | Stát       | Hráč              | ATP | Nasazení |
| ----------------------------------------------------------------------------------------- | --------------- | ---------- | ----------------- | --- | -------- |
| Spojené království                                                                        | Jamie Murray    | Brazílie   | Bruno Soares      | 19. | 1.       |
| Rakousko                                                                                  | Oliver Marach   | Chorvatsko | Mate Pavić        | 36. | 2.       |
| Španělsko                                                                                 | Feliciano López | USA        | Rajeev Ram        | 46. | 3.       |
| Chorvatsko                                                                                | Ivan Dodig      | Španělsko  | Fernando Verdasco | 71. | 4.       |
| Žebříček ATP k 25. prosinci 2017; číslo je součtem žebříčkového postavení obou členů páru |                 |            |                   |     |          |

### Jiné formy účasti
Následující páry obdržely divokou kartu do hlavní soutěže:
- Tuna Altuna /  Elias Ymer
- Malek Džazírí /  Mousa Shanan Zayed

## Přehled finále

### Mužská dvouhra
- Gaël Monfils vs.  Andrej Rubljov, 6–2, 6–3

### Mužská čtyřhra
- Oliver Marach /  Mate Pavić vs.  Jamie Murray /  Bruno Soares, 6–2, 7–6(8–6)